# 灰汁
灰汁（あく）とは、原義では草木灰（藁灰や木灰）を水に浸して上澄みをすくった液のこと（#灰汁）。この灰汁を使って食品自体がもつ強くてクセのある味を処理したことから、そのような嫌な味やクセそのものも「あく」と呼ぶようになった（#食品のアク）。本項目でともに解説する。

## 灰汁
灰汁（英語：Lye）は藁灰や木灰を水に浸した上で上澄みをすくった液である。炭酸カリウムが主成分であるためアルカリ性で、石鹸の原料、洗剤、漂白剤、また食品のアク抜き（後述）などとして用いる。英語のLyeは、水酸化ナトリウムを指すこともある。

### 用途
食品
鹿児島県ではこの灰汁を用いて「あくまき」や「つのまき」と呼ばれるちまきを作るほか、沖縄県では「はいじる」と呼んで沖縄そばの原料として用いられる。ほか欧州・北欧・中国と海外でも伝統的に使われる。たとえば皮蛋、ホミニー、ベーグル、プレッツェル、トルコの南瓜デザートカバック・タトゥルスなどに使われる。
北欧の冬の保存食ルートフィスクや日本のあくまきは、アルカリ環境によって食感が変わるが雑菌が繁殖しづらくなり保存性が良いという特徴を持つ。
また、アメリカの果皮が硬いトウモロコシの種を灰汁で煮て果皮を取り除く工程をニシュタマリゼーションと呼び、トルティーヤやタマレスのための生地（マサ）を作る際に用いられる。
衣類
灰汁は洗濯や染め物などにも広く用いられ、これらの用途に応じてさまざまな作り方があった。
洗濯用には米俵を一俵分焼き、これを一斗（18リットル）樽に入れ、水をいっぱいに加え、よく混ぜてこの上澄みをたらいに移し、20倍くらいに薄めたものを使用した。
稲のわらを焼いて作った灰が一番質がよいとされ、次にすすきや萱で作った炭俵が使われた。
室内掃除
オーブンの掃除や排水管洗浄剤として使用される。
遺体分解
動物や人間の遺体をアルカリ加水分解するのに使用される。
真菌の同定
水酸化カリウム（KOH）の3〜10％溶液をかけると、変色するキノコがある（例：ハラタケ属の Agaricus xanthodermus といくつかの種は黄色く、Agaricus subrutilescensは緑に変色し、多くの種は無反応）。

## 食品のアク
食品のアク (英語: scum、ドイツ語: abschaum) は食物に含まれるえぐ味、渋味、苦味など不快で不要とされる成分の総称である。アクの成分には無機質のものと有機物のものとがあり、このうち無機質のものとしてはカリウム、マグネシウム、カルシウムなどがある。また有機物のものとしてはシュウ酸、ポリフェノール、配糖体、サポニンなどがある。
同じ「アク」という言葉を使っても後述するように、植物性食品と食肉や魚介類といった動物性食品のアクは別物で、アクとみなされる成分も食品により様々である。野菜や山菜のアクは、人間の味覚にとって不快だったり、健康に有害だったりする成分である。鍋料理などで問題にされる動物性食品のアクは、血液などに含まれる蛋白質が加熱により固まり、煮汁の表面に茶色や灰色の泡となって浮き出たものである。澄んだ味にするため極力取り除く場合と、コクや複雑な味わいを楽しむため残す場合があり、個人の好みや料理の種類、文化により異なる。
アクを全部取り去ってしまうと風味が損なってしまう場合もある。野菜や山菜のアクも適度な量でありさえすれば食材の個性的な味覚の一部と判断されており、除去しすぎると特有の風味を失うことになり、アク抜きの適度な加減が必要となる。しかし、アルカロイドが問題となる場合や栄養素の吸収を阻害する成分である場合などには十分にアク抜きをすべきということになる。例えば、ホウレンソウなどに含まれているシュウ酸は、苦み、えぐみをもたらす。唾液中のカルシウムイオンと結合しシュウ酸カルシウムとなり、口の粘膜を刺激する。更にカルシウムの吸収を阻害し、さらにシュウ酸カルシウムが体内に蓄積して結石の原因となる。食用油で炒めると油の膜でえぐ味は感じられなくなり、茹でると茹で汁にシュウ酸が溶け出して大部分が除去できる。近年は品種改良により、シュウ酸が少なく生食可能なホウレンソウも栽培されている。
ワラビなどの山菜に含まれるチアミナーゼは味をそこなうだけでなく、ビタミンB1を分解する作用があるため、多く摂取すると脚気を引き起こす。山菜には人間にとって有害なアルカロイド類が含まれ、アク抜きせず食べ過ぎると吐き気を催す。また、植物にとっては重要な栄養物質であるが、人間のような動物には代謝できない亜硝酸塩は体内で発ガン性物質に変化するという研究結果もある。一方、大豆などに含まれるサポニン類は発ガンを抑制する効果があるという報告もあり、全てのアク成分が体に良くないというわけではない。ゴボウなどの不味成分といわれるタンニンに代表されるポリフェノール類（ゴボウを水にさらすと水が赤茶色に変色するのはタンニンの流失による。）も、近年は抗酸化作用が注目されている。

### 食品の種類とアク

#### 植物性食品のアク
植物性の食材である生物としての植物は多くの場合、草食動物の摂食を防ぐための防御物質として刺激性の物質や、栄養素の消化吸収を阻害する物質、摂食した動物の生理状態を変化させる生理活性物質などを持っていることが多い。こうした物質は人間の味覚や健康にとって好ましいと判断されれば香辛料やハーブ、生薬として却って積極的な利用の対象となるが、食材の味覚を妨げると判断されればアクとして調理時に除去の対象となる。

#### 動物性食品のアク
肉や魚介類を煮た時のアクは、煮汁に溶け出した水溶性のタンパク質が熱変性によって凝固した、アミノ酸や脂質を含む泡状の浮遊物である。旨味成分や栄養学上有用な栄養素を含むが、料理の風味上強すぎると不快に感じる成分や、癖のある味・臭いを持つ様々な成分をも吸着しているため、見た目や臭い、舌触りがよくないなどの理由で取り除かれることが多い。
一般に和食の出汁やフランス料理などのスープを作る場合には、雑味や濁りを嫌ってアクは除去される。
しかしこうした食材の癖の強さは、料理の方法によっては却って食材の個性を強調する要素として良好な味覚をもたらす場合もあり、イタリア料理の一部などでは肉のアクをあえてソースに加えることもある。

### アクの除去

#### アク抜き

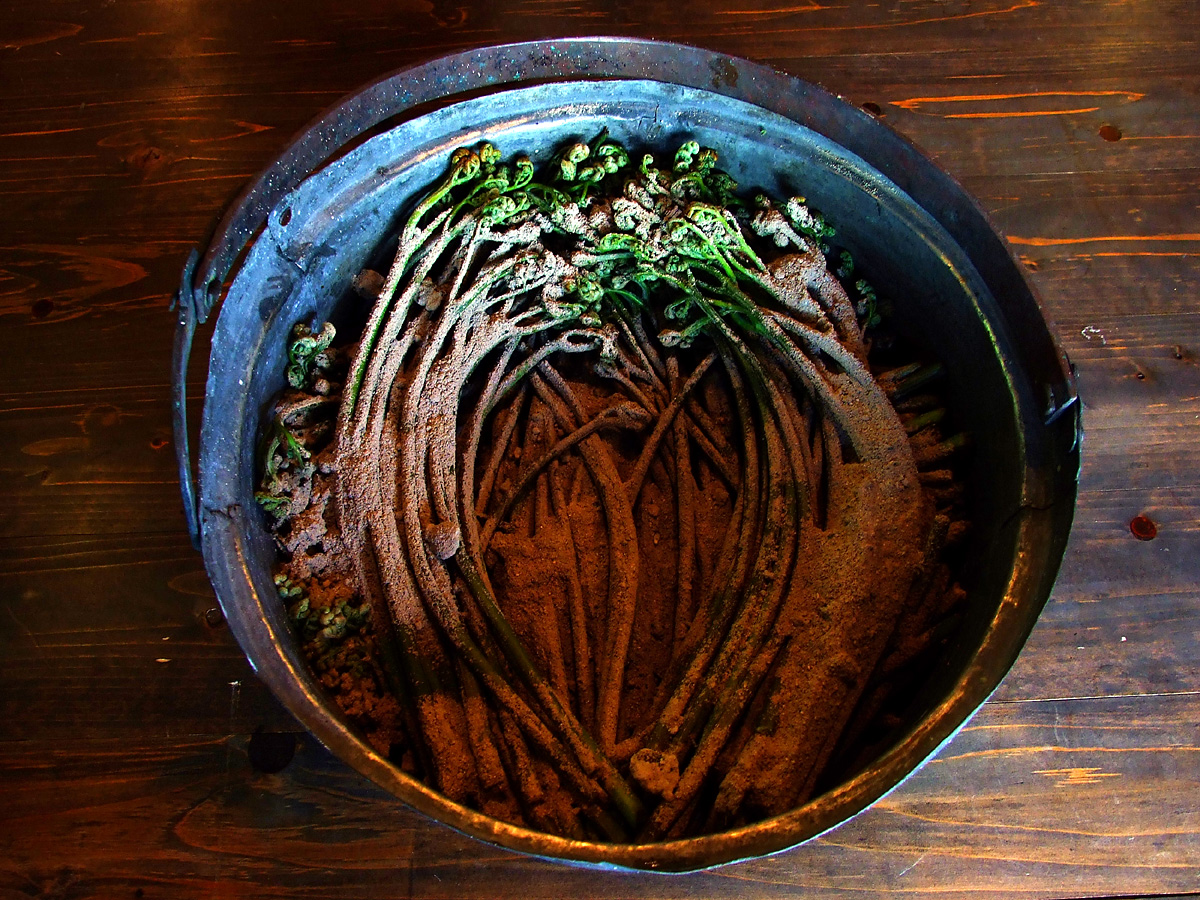
ワラビのアク抜き（ここに湯を注ぎ一昼夜置く）

アク抜き（あくぬき）とは調理法のひとつで、特に植物性の食材を水または湯などにつけて、苦み、えぐ味等のアクを抜くこと。そのままでは食べられない素材でも、アク抜きによっておいしく食べることができる。
アク抜きには食材に応じて様々な方法が用いられる。
1. 水にさらす方法
水にさらす方法はナス、ゴボウなどのアク抜きに用いられる[4]。
2. 薄い酢水にさらす方法
薄い酢水にさらす方法はレンコン、ウドなどのアク抜きに用いられる[4]。
3. 茹でる又は熱湯につけたのち冷水にさらす方法
茹でたり熱湯につける方法はホウレンソウ、シュンギク、フキ、クワイなどのアク抜きに用いられる[4][5]。
4. 米のとぎ汁、米糠、小麦粉を用いる方法
米のとぎ汁、米糠、小麦粉の吸着性を利用する方法である[5]。ダイコンのアク抜きに用いられる[5]。タケノコにも用いられる[6]。
5. 灰汁を用いる方法
灰汁（灰の上澄み液）を用いる方法はワラビやゼンマイなどのアク抜きに用いられる[4][5]。灰汁（灰の上澄み液）はアルカリ性であり植物の繊維を軟化させる性質をもつことを利用し浸したり茹でたりすることでアクが溶け出すことを容易にする[1]。灰汁は植物の繊維を柔らかくすることから火の通りにくい食品を柔らかくする場合にも灰汁が用いられる[1]。なお、藁灰や木灰が手に入りにくくなった今日では炭酸水素ナトリウム（重曹）が用いられることが多い[1]。

なお、調理以外にも、食器に塗りたての漆、水槽のコーキング剤など、直接口に入ると有害となるものを水や湯に長時間晒して無害にしてから使うことを「アク抜き」と呼ぶことがある。

#### アク取り
動物性の肉類、魚介類を含む食品を茹でたり煮たりすると、水面に白色や茶色の不純物が泡状または粒状になり、浮かび上がることがある。これは食品の水溶性タンパク質を主成分とするアクが水に溶け出した後、タンパク質の熱変性で凝固したものなので、玉杓子や網杓子などで静かにすくい取り、捨てる。この作業のことを、アク取りと呼ぶ。また、もっぱらアク取りに用いる網杓子のことも、そう呼ぶことがある。アク取り用の網杓子は、通常のものよりも目が細かくなっていることが多い。アクはすくい取る際にお玉などにへばりつくので、水を入れたボウルに潜らせるとよい。多人数で鍋物を囲む際にその場を仕切る人を「鍋奉行」と呼ぶことと「悪代官」になぞらえ、率先してアクを取る人のことを「アク代官」と呼ぶことがある。
卵白を用いてスープ中のアクを凝固させたうえで布で濾すなどして取り除くことを、「アク引き」という。フランス料理では、コンソメを作るときに泡立てた卵白を加えて沸騰させるが、こうすることで卵白が不味（ふみ）成分や濁りの成分とともに凝固し、簡単に取り除ける。これは肉類を煮たときのアクの発生原理を極端にしていることになる。つまり、肉類から煮汁に溶け出して熱変性で凝固するとき、さまざまな不味の成分や濁りの成分を吸着する水溶性タンパク質の供給を、泡立てた卵白を加えることで極端に多くし、除去したい成分の吸着率を大幅に高くしているのである。なお、「アク引き」は玉杓子を用いてアクを取り除くことを指すこともある。
アク取りは調理の過程で重要な作業であるが、味覚的栄養的に有用な成分も含んでいるので、前述のとおり敢えて残す例もある。